# Morte di Germanico
La Morte di Germanico è un dipinto realizzato nel 1627 da Nicolas Poussin per il cardinale Francesco Barberini. Attualmente è conservato al Minneapolis Institute of Art di Minneapolis.

## Storia
L'opera fu commissionata da Francesco Barberini, nipote di papa Urbano VIII e legato apostolico di Avignone dal 1623 al 1633. Proprio in questo decennio, precisamente nell'ottobre 1626, si ritiene che l'incarico sia stato affidato a Poussin: di ritorno da una visita diplomatica in Spagna, il cardinale decise di rivolgersi al giovane artista francese, che dal 1624 si era stabilito a Roma. Il cardinale Barberini deve aver presumibilmente conosciuto il pittore grazie al poeta Giovan Battista Marino, oppure per l'intermediazione del banchiere e mecenate Marcello Sacchetti. Barberini, peraltro, aveva già incarico Poussin di realizzare una tela - la Distruzione del Tempio di Gerusalemme, conservata al Museo d'Israele di Gerusalemme - portata a termine tra il 1625 ed il 1626 e donata al cardinale Richelieu. La Morte di Germanico fu consegnato il 21 gennaio 1628, e una ricevuta firmata dal Poussin indica che ottenne, per l'opera, il pagamento di 60 corone. La tela ottenne rapidamente grande eco, anche grazie ad una seconda commissione che l'artista ebbe nel febbraio dello stesso anno: Poussin fu infatti scelto per dipingere una pala d'altare da collocare nella Basilica di San Pietro, il Martirio di Sant'Erasmo.
Il dipinto fu quindi donato dal cardinale a Maffeo Barberini, principe di Palestrina. Rimase nella collezione della famiglia Barberini, distribuita tra Roma e Firenze, fino al 1958. In quell'anno fu acquistato dal Minneapolis Institute of Art, anche grazie al fondo del banchiere e mecenate americano William Hood Dunwoody.

## Descrizione

### Soggetto

Busto di Germanico, Getty Museum, Los Angeles.

Poussin fu probabilmente il primo pittore a raffigurare questo soggetto. Questo episodio di storia dell'antica Roma è tratto dagli Annales di Tacito. In esso vengono descritti i successi militari di Germanico, fratello maggiore del futuro imperatore Claudio e generale romano al servizio dell'imperatore Tiberio (che lo aveva adottato nel 4 d.C.). Il cognomen Germanicus fu attribuito al padre, Druso Maggiore, e ai suoi discendenti proprio grazie ai trionfi di quest'ultimo in Germania. Nel 18 Tiberio decise di inviare il figlio adottivo in Siria, a causa dell'instabilità politica che caratterizzava in quegli anni le province orientali e i vassalli di Roma; tuttavia, non fidandosi completamente di Germanico, l'imperatore decise di farlo accompagnare da un suo uomo di fiducia, l'aspro Gneo Calpurnio Pisone. Germanico morì nel 19 ad Antiochia di Siria, e negli ultimi istanti della sua vita accusò Pisone di averlo avvelenato per ordine di Tiberio. Fece giurare a sua moglie Agrippina maggiore e alla sua famiglia di vendicare la sua morte, godendo di grande popolarità tra la popolazione romana. Poussin indubbiamente lesse Tacito attraverso una delle numerose traduzioni italiane che circolavano a Roma.

### Analisi
La composizione del dipinto potrebbe essere stata ispirata dalla rappresentazione della morte di Meleagro, presente su svariati sarcofagi rinvenuti a Roma già all'epoca del Poussin. Uno di questi è esposto nei Musei Vaticani, un altro presso i Musei Capitolini e un sarcofago è presente anche alla Wilton House di Wilton (ma si trovava a Roma nella prima metà del XVII secolo). La figura di Agrippina richiama la personificazione delle nazioni vinte che si trova nelle raffigurazioni romane, come nel caso della Judaea capta.
Oltre alle influenze derivanti dal mondo antico, Poussin utilizza motivi presenti in dipinti contemporanei o leggermente precedenti: il soldato disegnato all'estrema sinistra ha qualche affinità con i Crociati davanti a Gerusalemme di Ambroise Duboise. L'espediente del tendaggio potrebbe essere stato tratto dall'Ultima Cena di Frans Pourbus il Giovane (conservata al Museo del Louvre di Parigi). L'opera sembra essersi ispirata anche alla Morte di Costantino, facente parte di una serie di arazzi basati sulla vita dell'imperatore Costantino; questi furono tessuti a loro volta a partire da cartoni dipinti da Peter Paul Rubens, e donati al cardinale Barberini da Luigi XIII di Francia nel 1625.

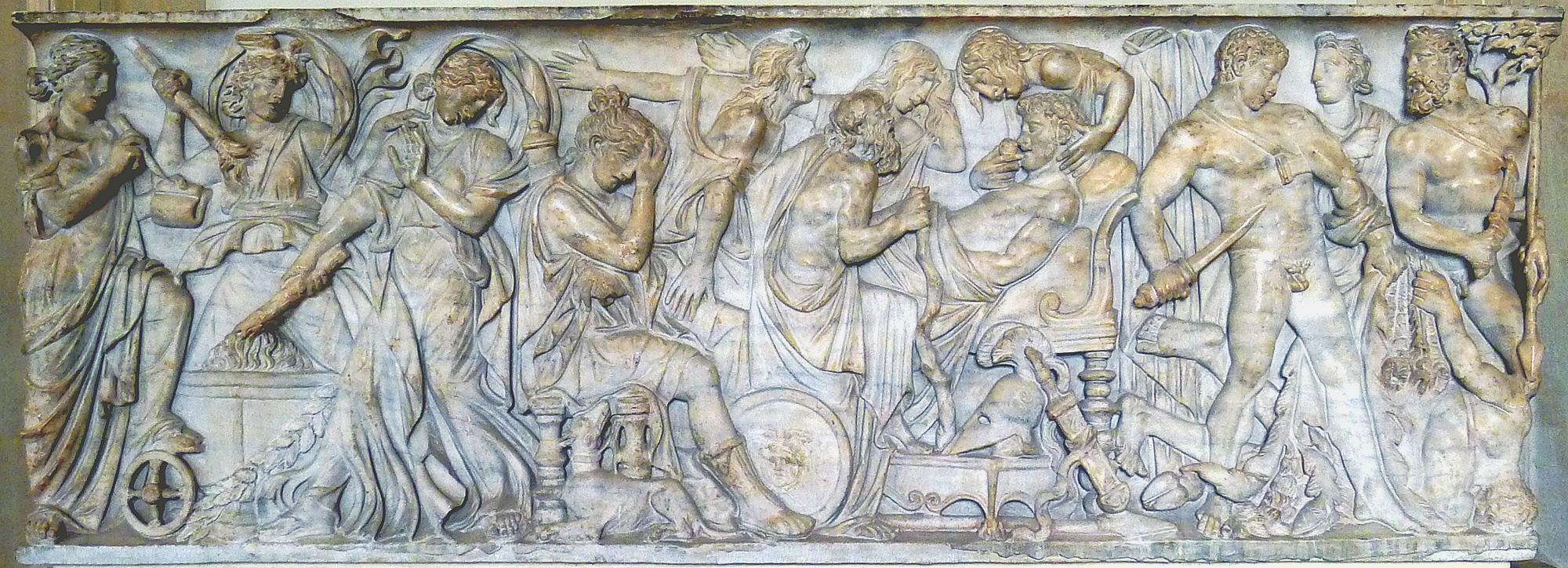
Sarcofago raffigurante la morte di Meleagro, conservato al Museo del Louvre.
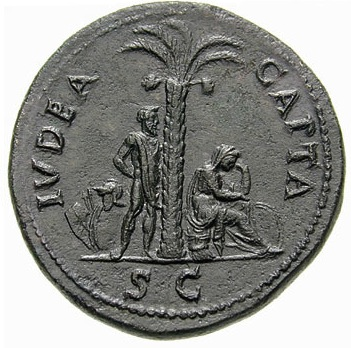
Moneta commemorativa della Judaea capta, ossia la Giudea sottomessa.
L' Ultima Cena di Frans Pourbus il Giovane.
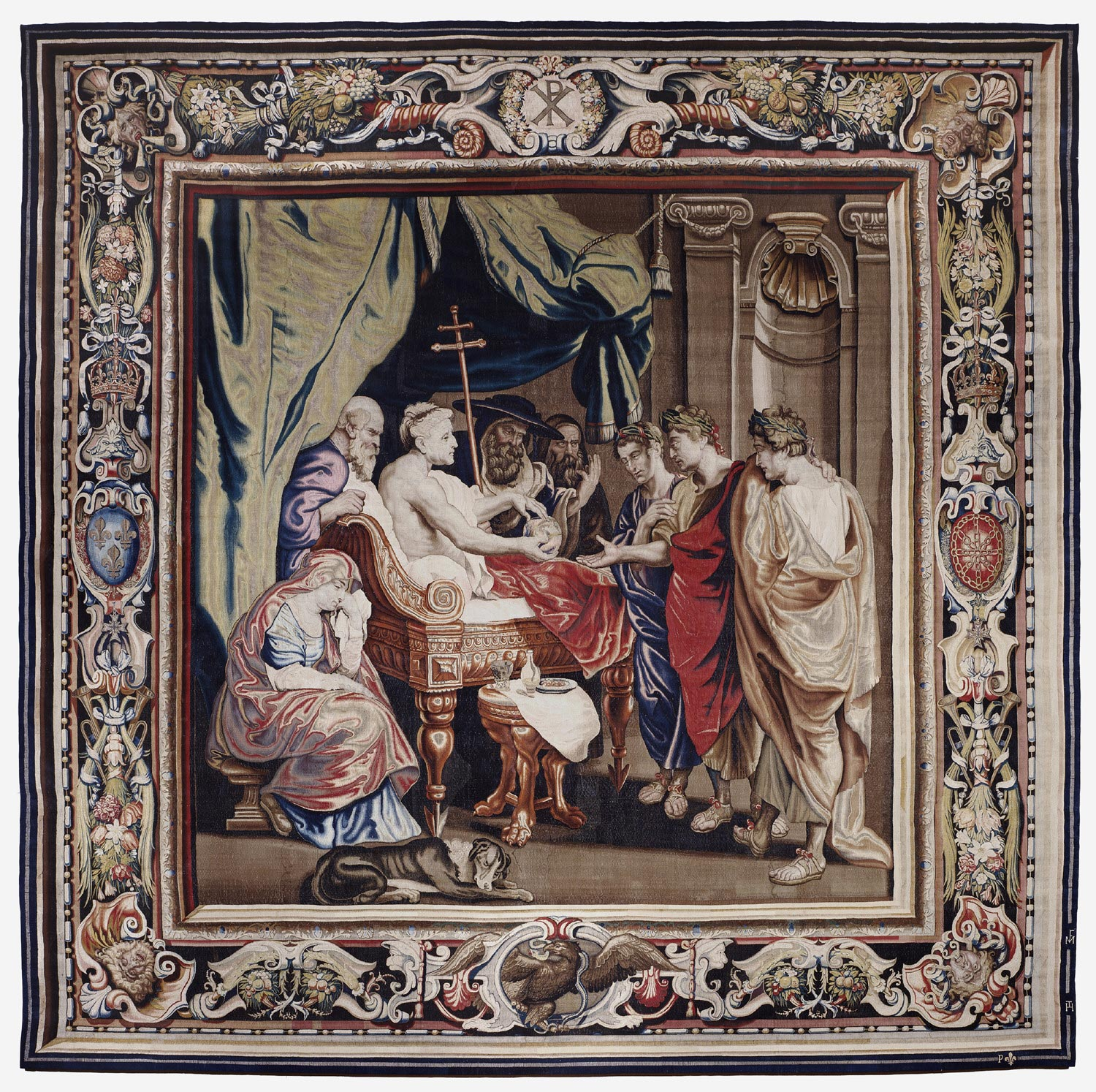
Arazzo della Morte di Costantino, da cartone di Pieter Paul Rubens.

### Disegni preparatori
Due disegni, che riprendono il tema della tela, sono attribuiti proprio al Poussin, di cui uno è conservato al British Museum di Londra, l'altro al Museo Condé di Chantilly. Il primo, sebbene gravemente danneggiato, già presenta i tratti principali del dipinto, con alcune piccole variazioni: il soldato al centro non tende la sua mano al cielo, ma stringe quella di Germanico, mostrando maggiore fedeltà al testo di Tacito. In alto a sinistra, due figure sono disegnate mentre salgono una scala, non presente nella composizione su tela. Il disegno francese, al contrario, presenta molte modifiche significative, tra cui il numero dei personaggi stessi. Analizzando lo stile del disegno, gli storici dell'arte Pierre Rosenberg e Louis Antoine Prat hanno ipotizzato che non sia un disegno preparatorio, bensì una raffigurazione posteriore, prodotta tra il 1630 e il 1632 alla luce della realizzazione di un possibile secondo dipinto sullo stesso soggetto, mai eseguito.

## Influenza
Sin dalla sua esecuzione il dipinto acquisì notorietà negli ambienti artistici e culturali e fu copiato e commentato in numerose occasioni. Tuttavia, fu soltanto intorno alla metà del XVIII secolo che il tema della morte di Germanico fu concretamente ripreso dal mondo dell'arte (e in ogni occasione è evidente il richiamo a Poussin). Lo stesso soggetto è, ad esempio, raffigurato da Piat Joseph Sauvage nel 1774 e da Heinrich Friedrich Füger nel 1789. Anche nei casi in cui non vi fu una ripresa diretta dell'episodio, molte furono le allusioni al dipinto di Poussin in altre tele dell'epoca. È il caso dell'opera del 1769 Settimio Severo e Caracalla di Jean-Baptiste Greuze; ma anche, in maniera meno percepibile, de Il giuramento degli Orazi di Jacques-Louis David, che nel 1785 dichiarò al riguardo: «Se è a Corneille che devo il mio soggetto, è a Poussin che devo il mio dipinto». François Marius Granet, nel suo Morte di Poussin - esposto al Museo Granet di Aix-en-Provence - equiparò la figura del pittore con quella del generale romano. Successivamente, Poussin influenzò anche Eugène Delacroix per la sua opera Ultime parole dell'imperatore Marco Aurelio, collocata al Musée des Beaux-Arts di Lione.

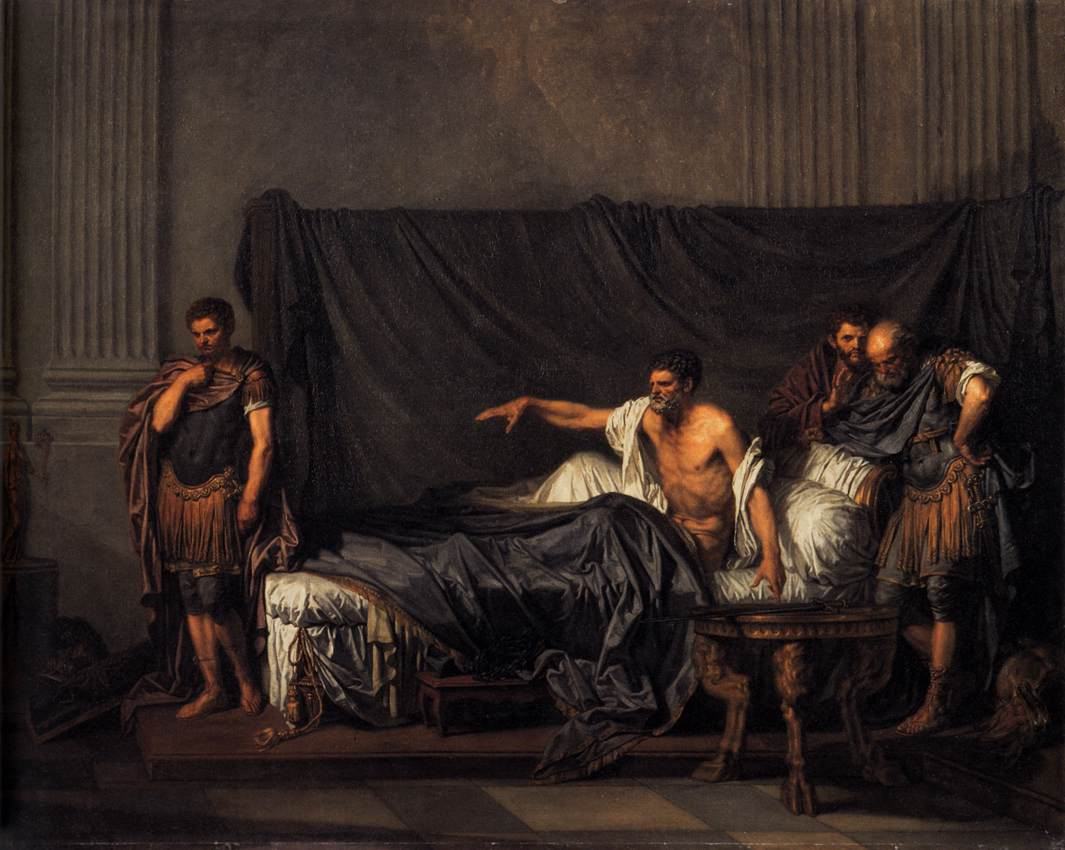
Jean-Baptiste Greuze, Settimio Severo e Caracalla, 1769.
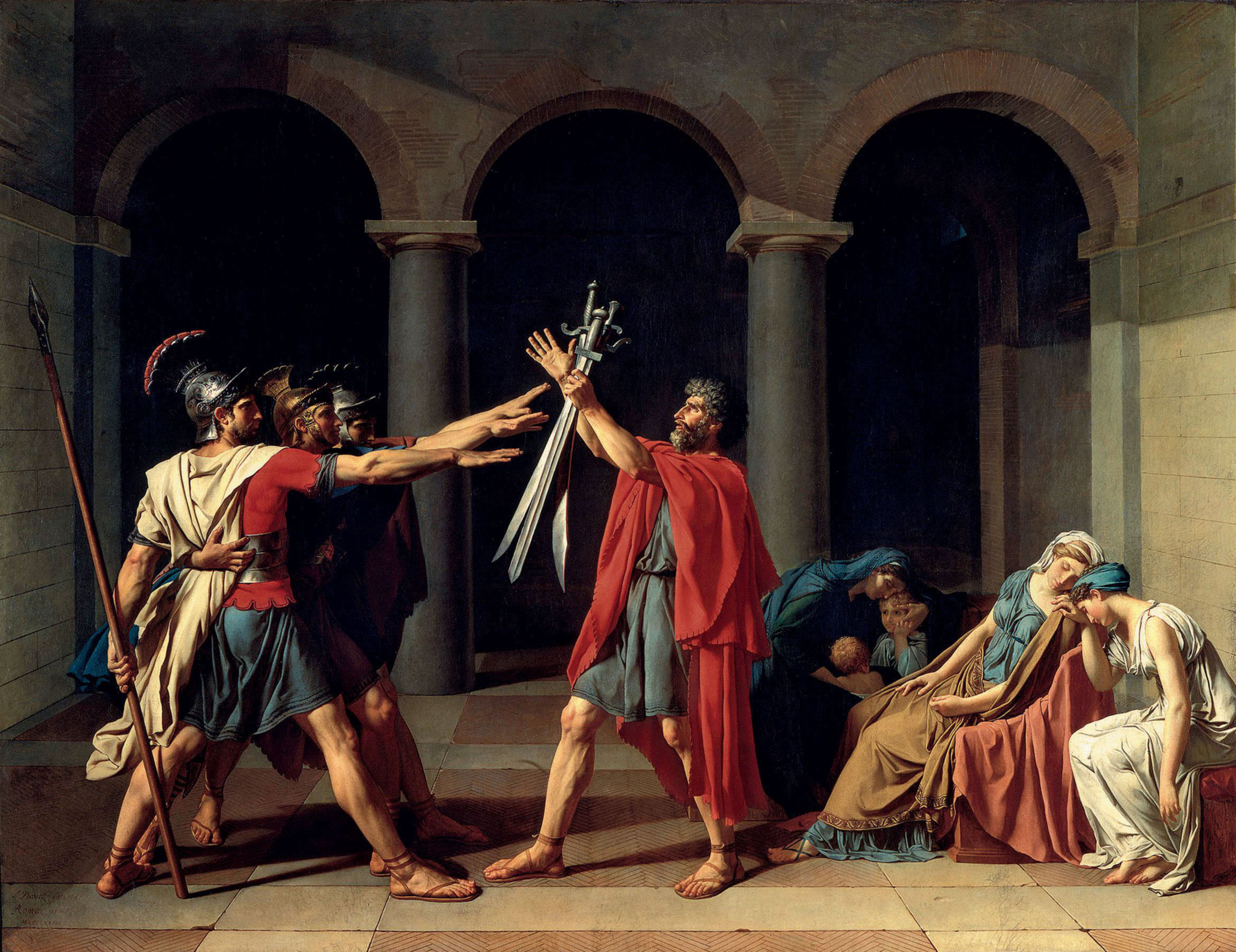
Jacques-Louis David, Il giuramento degli Orazi, 1784, Museo del Louvre, Parigi.
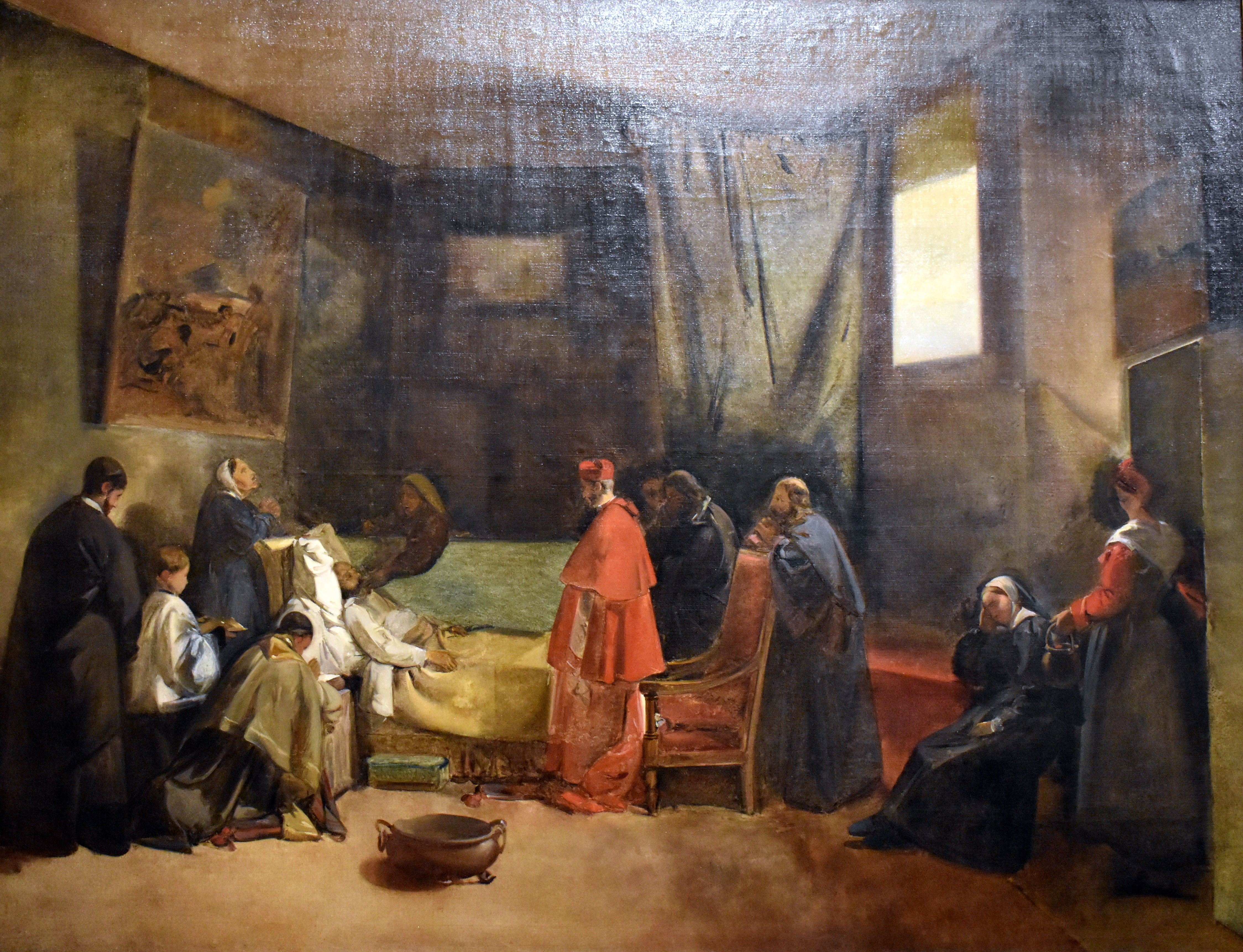
François Marius Granet, Morte di Poussin, Museo Granet, Aix-en-Provence.
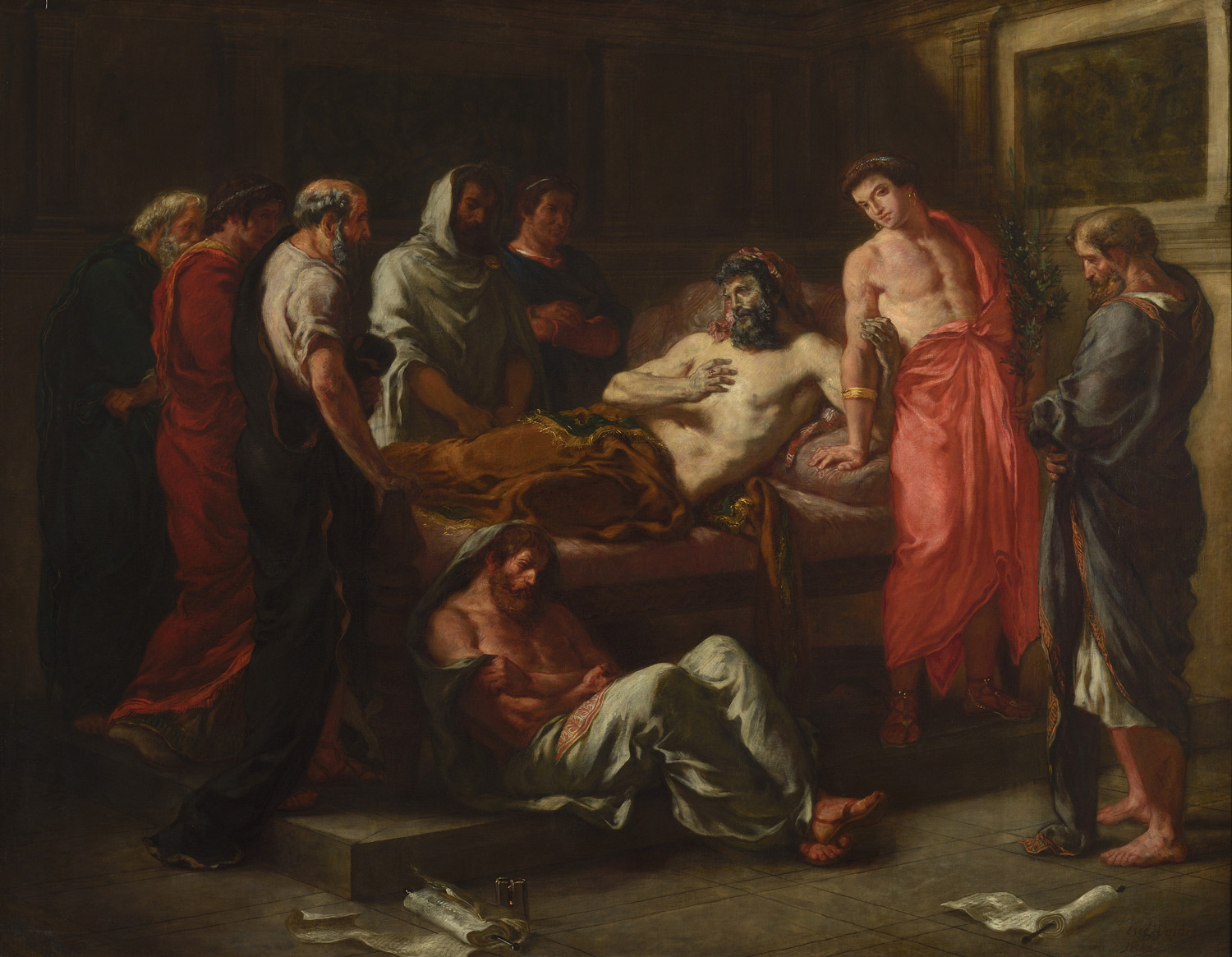
Eugène Delacroix, Ultime parole dell'imperatore Marco Aurelio, 1844, Musée des Beaux-Arts, Lione.